# 68HC05

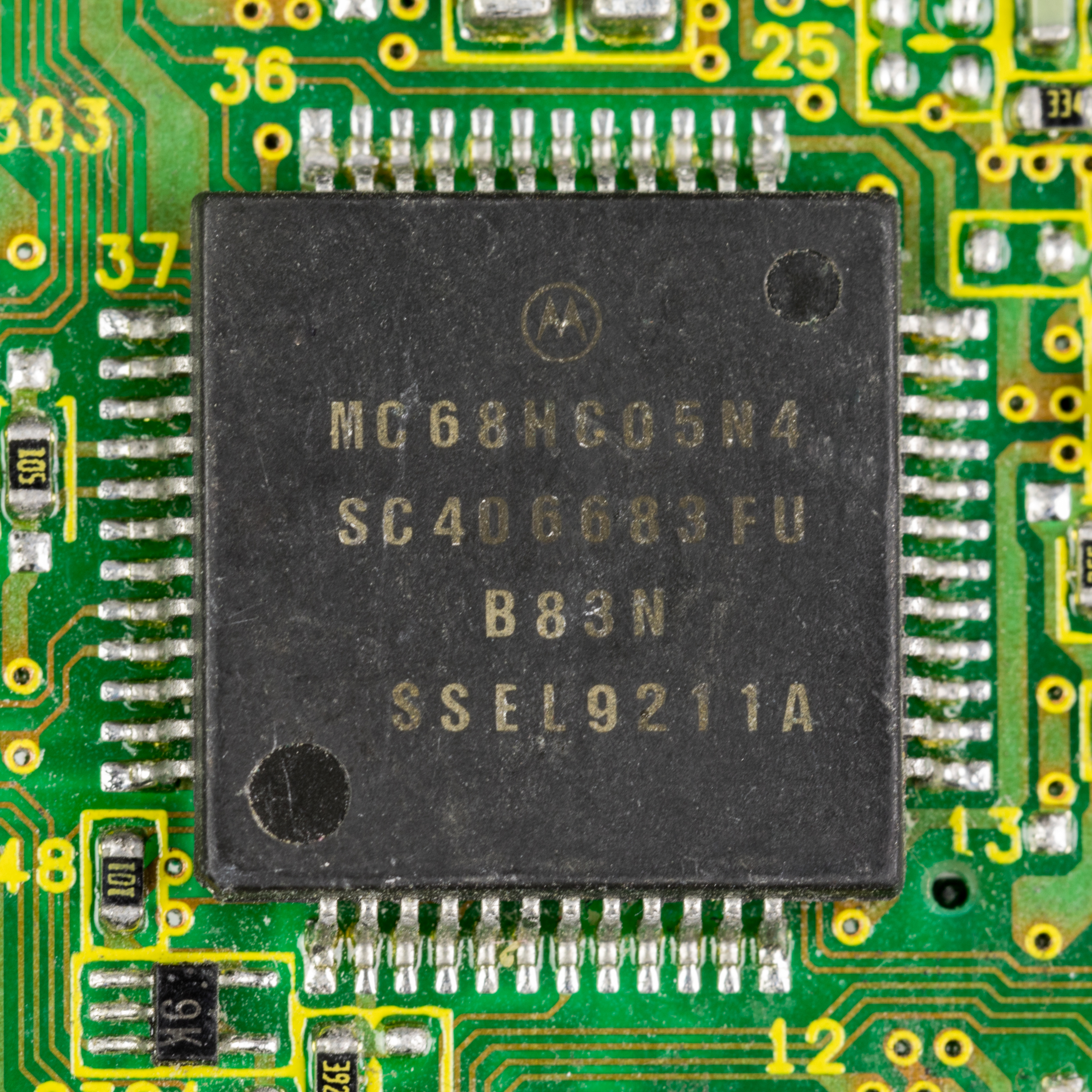
Motorola MC68HC05N4

68HC705 es un miembro de familia de microcontroladores de 8 bits 6805 de Motorola. 
La compañía Motorola, formó una nueva compañía de nombre Freescale que inicialmente comercializó los productos fabricados por Motorola y ahora ha desarrollado nuevos microcontroladores de 8, 16 y 32 bits con mayor cantidad de prestaciones.
El microcontrolador 68705 actualmente sigue siendo comercializado, pero fue declarado obsoleto en el año 2003 y reemplazado por microcontroladores más modernos, con mayor cantidad de prestaciones y sobre todo mayor capacidad de memoria para almacenar programas.
Este procesador tiene:
```
 * CPU 8 
bits
 con el 
conjunto de instrucciones
 del 
microcontrolador
 6805.
 * 112 bytes de memoria 
RAM
.
 * 3776 bytes memoria 
EPROM
.
 * 20   pines de entrada/salida bidireccionales.
 * Generador de clock interno.
 * Timer.
 * Conversor A/D o circuito para realizar la 
Conversión digital-analógica
.
```

La familia HC705 contaba principalmente con derivativos OTP y EPROM siendo actualmente reemplazados por la tecnología flash o EEPROM.
El 68HC705 es básicamente el microcontrolador más vendido del mundo, actualmente fue reemplazado por las familias HC08 y HCS08 de Freescale, siempre conservando retrocompatibilidad de código lo cual permite a los usuarios migrar sus aplicaciones sin necesidad de escribir su código nuevamente.
Con respecto a la compatibilidad con el código escrito para 68HC05; hay una leve incompatibilidad en los llamados de interrupciones ya que en el microcontrolador HC05 el registro índice X es de 8 Bits y en el HC08 y HCS08 dicho registro índice se denomina H:X y es de 16 Bits y por lo tanto el único registro que se omite guardar en el stack ante una interrupción es el registro H. Entonces se deberá apilar (push) y retirar (o desapilar, pop) el registro H con las instrucciones PSHH y PULH respectivamente.
El microcontrolador modelo 68HC705P3 posee una ventana de cuarzo en la parte superior para borrar la memoria EPROM (Erasable Programmable Read-Only Memory,) con luz ultravioleta. A continuación podemos ver la ventana de una memoria EPROM.
El motivo por el cual la ventana es de cuarzo se debe a que el vidrio normal atenúa la luz ultravioleta y el cuarzo permite el paso de la luz ultravioleta.